# Anbeterinnen des Blutes Christi
Die Anbeterinnen des Blutes Christi (lateinisch Adoratrices Sanguinis Christi; Ordenskürzel ASC) sind eine katholische Schwesternkongregation und ein Institut des geweihten Lebens.

## Geschichte
Die Ordensgemeinschaft der Anbeterinnen des Blutes Christi wurde 1834 von der 2003 heiliggesprochenen Maria de Mattias Acuto in der italienischen Region Latium gegründet, auf Anregung von Gaspare del Bufalo, dem Gründer der Missionare vom Kostbaren Blut.
1847 schloss sich eine von Maria Theresia Weber in Steinerberg in der Schweiz 1845 gegründete Gemeinschaft der Ordensgemeinschaft an. Ein Jahr später erfolgte jedoch die Ausweisung aus der Schweiz und 1873 auch aus Deutschland. Es folgten Niederlassungen in den USA, Bosnien und Österreich. Papst Paul VI. erhob die Gemeinschaft 1975 zu einer päpstlichen Kongregation.

## Organisation
Die Kongregation umfasst vier kontinentale Zonen (Europa, Amerika, Afrika, Asien). 2019 hat die Kongregation 1178 Mitglieder. Das Generalhaus befindet sich in Rom. Es besteht eine deutschsprachige Region, die ihr Mutterhaus im Kloster St. Elisabeth (Schaan) in Liechtenstein hat.
Der Schwerpunkt ihrer Tätigkeit lag von Anfang an in der Gründung von Schulen und der Ausbildung von Mädchen. Heute ist die Kongregation in Mission, Evangelisation und Seelsorge tätig.
Bekannte Ordensangehörige ist Nicoletta Vittoria Spezzati. Generalsuperiorin ist seit Herbst 2023 Maria Hugues.